# Slaget vid Thapsus
Slaget vid Thapsus var ett fältslag under romerska inbördeskriget (49–45 f.Kr.). Det utspelade sig den 6 april år 46 f.Kr. i provinsen Africa, nära Thapsus (dagens Ras Dimas i Tunisien). Pompejanerna, ledda av Metellus Scipio, drabbade samman med Caesars styrkor och där den senare som segrade.

## Historik

### Förspel
Caesar korsade Rubicon 49 f.Kr., och i och med denna handling utlöste han inbördeskrig inom den Romerska republiken. Pompejus och de flesta senatorer som stödde honom (Pompejus supportrar kallades "pompejaner") retirerade till Brundisium. När Caesar påbörjade en belägring av staden flydde de österut mot Macedonia med hjälp av de många handelsfartyg de hade konfiskerat i området .
Efter slaget vid Farsalos 48 f.Kr., där Pompejus förlorade, flydde han till Egypten. Han blev mördad vid sin ankomst 29 september samma år. Pompejus den yngre, Pompejus son, och dennes yngre bror Sextus drog sig tillbaka till den romerska provinsen Africa. Tillsammans med Metellus Scipio, Cato den yngre och andra pompejaner som motsatte sig Caesar förberedde de här sitt motstånd.

### Själva slaget
Caesar placerade sin slaglinje (triplex acies) framför sina befästningsverk som var uppförda kring staden Thapsus, vilken han vid Scipios ankomst belägrade. På sin vänstersida hade han en sjö. Caesar lämnade kvar två oerfarna legioner för att vakta befästningsverken i syfte att avskräcka stadens invånare från att göra utbrytningsförsök. 
Caesar ställde upp sina veteranlegioner på flankerna, tionde och nionde till höger, trettonde och fjortonde till vänster och sitt rytteri vid sidan om för att skydda dessa och begränsa Scipios kavallerimanövrar. De mer oerfarna legionerna, vi vet ej vilka, formade centern. Caesar satte ihop en fjärde slaglinje av Legio V Alaudae (lärkorna) som ett extra skydd gentemot fiendens stridselefanter. Det finns inga säkra uppgifter om pompejanernas styrkor. Man tror att de var överlägsna i antal gällande kavalleri, och de hade stridselefanter till sitt förfogande. Dock hade Caesar terrängen till sin fördel då han hade positionerat sig så att slaget skulle avgöras i kamp man mot man, där Caesars mer erfarna soldater hade ett övertag. 
Caesars legionärer var segervissa och ville gå till attack. Likaledes var officerarna entusiastiska och ville gå till omedelbart anfall. Författaren till De Bello Africo skriver:
"Caesar tvekade och försökte dämpa deras iver och stridslystnad. Han ropade att han inte ville inleda striden med ett plötsligt utfall och höll tillbaka sin armé. Då var det en trumpetare på högerflygeln som utan Caesars order men på uppmaning av soldaterna blåste till attack. Alla kohorterna började rusa fram mot fienden, trots att centurionerna försökte hindra dem med våld från att anfall utan order av befälhavaren."
Caesar kunde inte hålla tillbaka sina soldater och yttrade lösenordet för anfall – felicitas – och sporrade sin häst mot fienden. Stridselefanterna, som skulle attackera Caesars högerflank, råkade i panik och sprang rakt igenom den egna slaglinjen. Scipios vänsterflygel kollapsade. Pompejanerna kunde inte värja sig från den våldsamma attacken och besegrades. Caesars legionärer var obevekliga mot den besegrade fienden och mer benägna att förgöra än att skänka nåd. Några av Caesars officerare blev nedhuggna av sina egna män när de försökte förhindra massakern. 10 000 pompejaner skall ha stupat medan endast ett 50-tal stupat av Caesars soldater. De flesta höga befälhavare i den besegrade armén lyckades fly.

### Efterspel
Metellus Scipio var en av pompejanerna som lyckades fly. Men när hans fartyg hejdades av Caesars eskadrar tog han sitt liv. Övriga pompejaner som lyckade undfly massakern efter slaget var Cato, Pompejus den yngre, Sextus Pompejus och Caesars förre legat Titus Labienus. Cato tog kort därefter sitt liv genom att först försöka skära upp sin buk. Självmordsförsöket misslyckades och hans sår förbands och syddes igen. Men Cato rev upp stygnen och slet ut sina inälvor. Han var död innan man kunde hindra honom.  De övriga fortsatte sitt motstånd i Hispania, där det sista och avgörande slaget i inbördeskriget stod vid Munda 17 mars 45 f.Kr.
Legio V Alaudae tilldelades ett hedersemblem efter slaget vid Thapsus. De föreställde en elefant, för att påminna om deras mod gentemot pompejanernas stridselefanter.